# Hennepin County
Hennepin County is een county in de Amerikaanse staat Minnesota.
De county heeft een landoppervlakte van 1.442 km² en telt 1.116.200 inwoners (volkstelling 2000). De hoofdplaats is Minneapolis.

## Bevolkingsontwikkeling

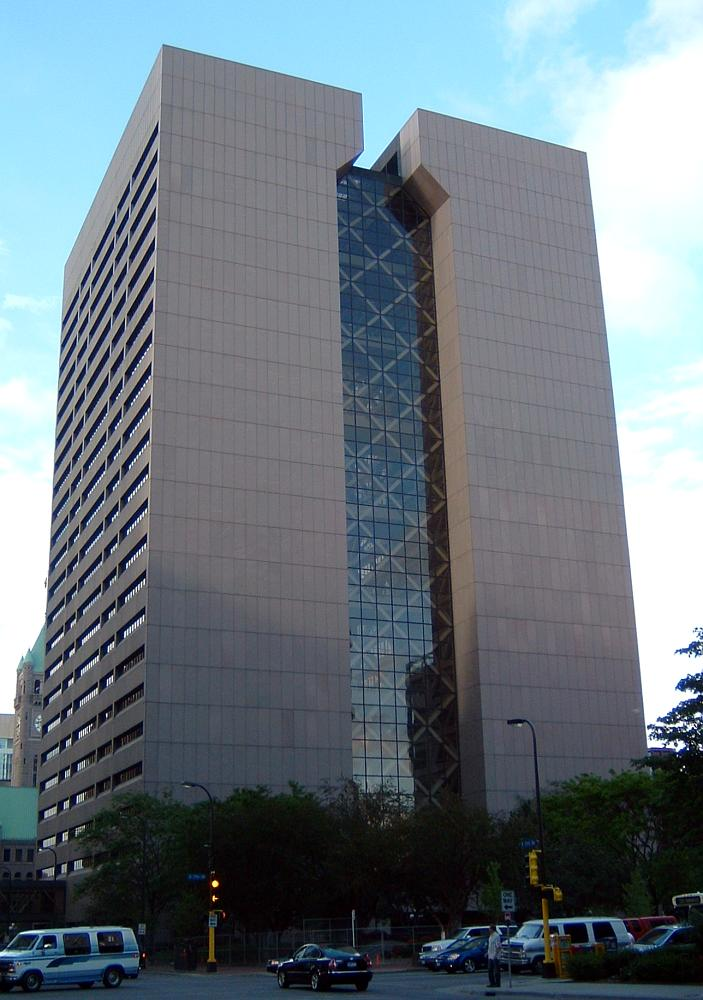
Hennepin County Government Center